# Groningse Vrouwenbond
De Groningse Vrouwenbond, voluit Vereeniging 'de Vrouwenbond' te Groningen, is een vrouwenorganisatie die bestond van 26 november 1894 tot 26 oktober 1938. Bij oprichting telde de bond 56 leden, waaronder Cato Pekelharing-Doijer, Dientje Dull, Catharina Agatha Worp-Roland Holst, Petronella Heringa, Ietje Kooistra en Anna Polak. De doelstellingen van de vereniging waren onder andere 'de leden bekend maken met de vrouwenquestie', het verbeteren van de positie van vrouwen uit de lagere klasse en het optreden tegen vooroordelen en wetten die de vrouw beperkten. Desalniettemin bleef de rol als moeder en opvoedster volgens de Bond een belangrijke taak voor de vrouw. De oprichtsters waren voornamelijk leraressen en vrouwen die in contact stonden met Groningse notabelen.

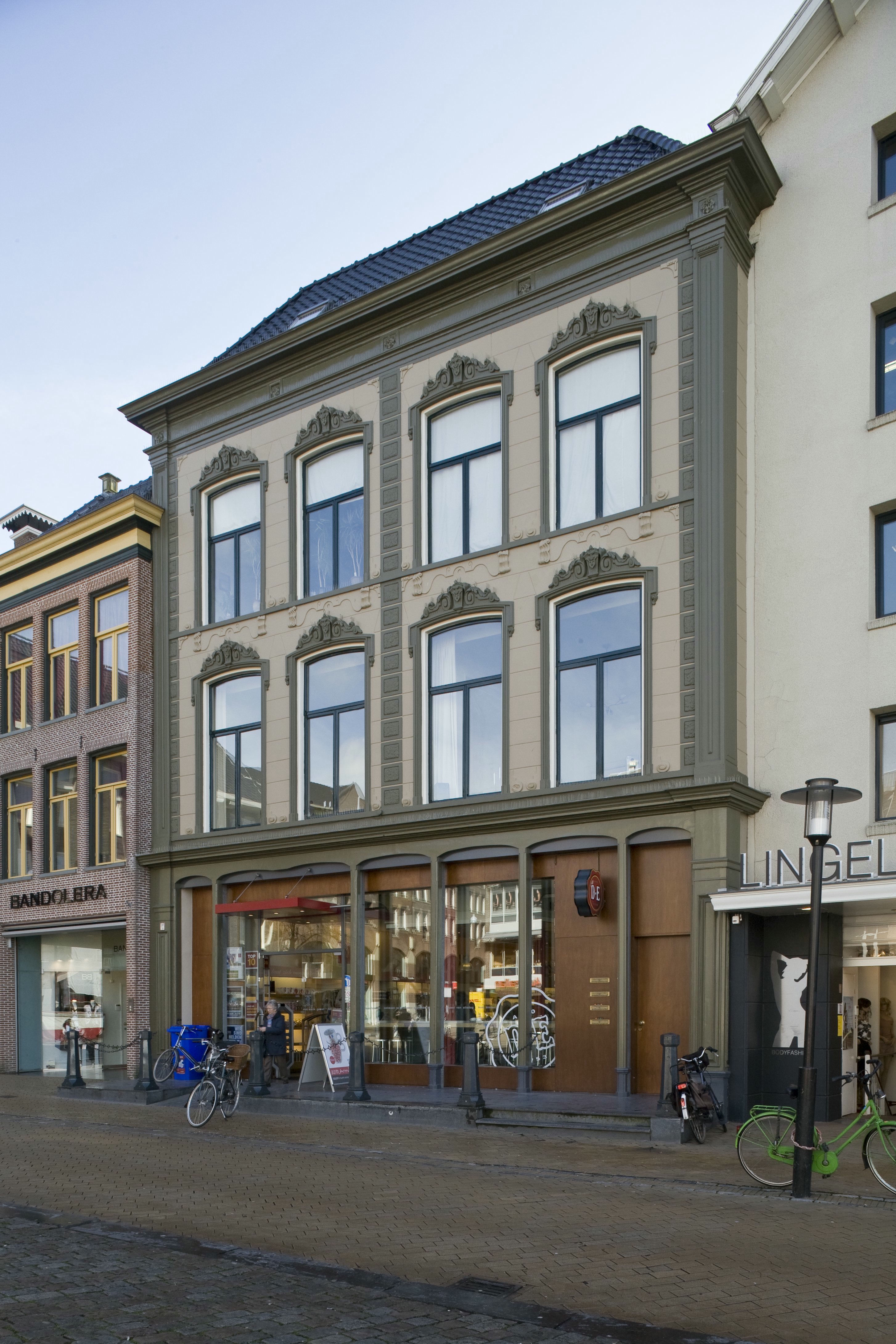
Vismarkt 16, het pand van de Openbare Leeszaal en Boekerij.

## Bezigheden
De Vrouwenbond heeft een aantal succesvolle bezigheden gehad. Zo zorgden zij ervoor dat in 1899 vrouwen werden aangesteld als armenbezoeker door de gemeente Groningen, in 1900 deden vier leden van de Bond als comité voorstellen over het verbeteren van de omstandigheden van naaisters en in 1902 richtten zij een crèche voor arme moeders op. Ook werden cursussen over (kies)recht georganiseerd. De Bond richtte een eigen bibliotheek op, waar boeken terechtkwamen die eerst in leeskringen waren verspreid om de vrouwenkwestie onder de aandacht van de leden te brengen. De bibliotheek werd beheerd door Petronella Heringa en bevond zich in de Openbare Leeszaal en Boekerij in Groningen. Daarnaast waren enkele leden van de Bond betrokken bij de Nationale Tentoonstelling van Vrouwenarbeid van 1898, namelijk Cato Pekelharing, Dientje Dull, Anna Polak en Catharina Worp. De Bond was ook betrokken bij het tijdschrift Belang en Recht.